# Флавон
Флавон (итал. Flavon) — коммуна в Италии, располагается в провинции Тренто области Трентино-Альто-Адидже.
Население составляет 505 человек (2011 г.), плотность населения составляет 76 чел./км². Занимает площадь 7 км². Почтовый индекс — 38010. Телефонный код — 0461.
Покровителем коммуны почитается святой Иоанн Предтеча, празднование 24 июня.

## Демография
Динамика населения:

## Администрация коммуны
- Официальный сайт: http://comune.flavon.tn.it